# 神沢ミホ
神沢 ミホ（かんざわ みほ）は、日本の脚本家である。dream plus所属。本名、神澤美穂子。

## 略歴
群馬県高崎市出身/明治学院大学国際学部卒。　
アニメ制作会社スタジオぴえろに勤務後、それいけ!アンパンマンでシナリオライターデビュー。

## 作品リスト
アニメ
- それいけ! アンパンマン
- BAKUMATSU 〜恋愛幕末カレシ 外伝〜
- BAKUMATSU クライシス
- ドラえもん (2005年のテレビアニメ)

ドラマ
- 兄友
- リモートに集まる人々[1]